# Trinitite

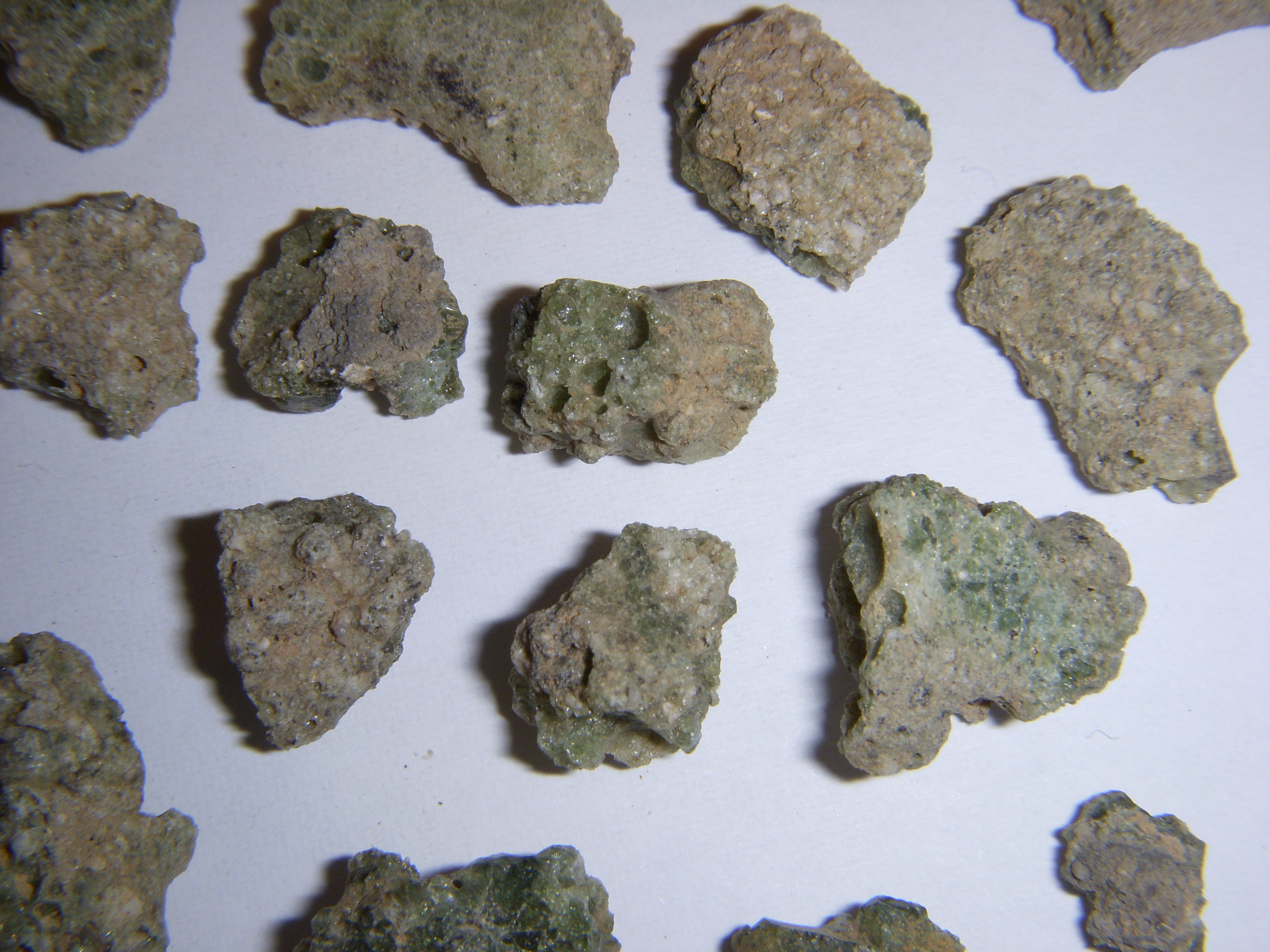
Pezzi di trinitite

La trinitite (conosciuta anche come vetro di Alamogordo o atomite) è il nome dato al residuo vetroso formatosi nel deserto, vicino ad Alamogordo in Nuovo Messico,
sul sito dell'esplosione avvenuta il 16 luglio 1945, del primo ordigno nucleare, chiamato in codice "Trinity" (Trinità) e basato sul plutonio.
Il vetro è costituito principalmente di silicio e di feldspato fusi dal calore generato dall'esplosione nucleare; è solitamente di colore verde chiaro, anche se in alcuni campioni si presenta di altri colori. È leggermente radioattivo, ma è possibile maneggiarlo per limitati periodi di tempo senza rischi eccessivi.
Sono stati identificati vari tipi differenti di trinitite. La forma più comune è di colore verde. Campioni di colore nero contengono ferro proveniente dalla torre metallica, che sosteneva la bomba sopra la superficie del deserto. Campioni di colore rosso contengono rame proveniente dalla bomba stessa e dai cavi che la collegavano alla postazione di controllo. Sono state trovate anche perle originate da silicio fuso proiettato in aria e solidificatosi prima di toccare il suolo.
Verso la fine degli anni quaranta e all'inizio degli anni cinquanta campioni di trinitite furono venduti a collezionisti di minerali. Alcuni campioni possono ancora essere trovati sul sito dell'esplosione, anche se la maggior parte è stata rimossa e seppellita dalla Commissione per l'energia atomica degli Stati Uniti nel 1952. Attualmente è illegale raccogliere il materiale restante sul sito ma quello raccolto prima è ancora in possesso dei collezionisti.
Nel 2005 fu teorizzato da parte di Roberto Hermes, ricercatore del Los Alamos National Laboratory, e dal ricercatore indipendente William Strickfaden, che gran parte della trinitite si sia formata non dalla sabbia esposta al calore dell'esplosione nucleare, ma dalla sabbia risucchiata all'interno della palla di fuoco e in seguito piovuta in forma liquida.
Il nome trinitite non è usato solamente per i residui vetrosi dell'esplosione Trinity, ma è a volte usato per indicare i residui vetrosi originati da test di bombe nucleari. Sono stati riconosciuti molti falsi tra i campioni in possesso dei collezionisti, per creare i quali è possibile usare molti metodi in grado di far assumere al silicio l'aspetto di vetro verde e una leggera radioattività; tuttavia solo materiale proveniente veramente dal sito di un'esplosione nucleare può contenere determinati isotopi, prodotti da attivazione neutronica, assenti nei minerali radioattivi di origine naturale. Una dettagliata spettrografia gamma può determinare il potenziale dell'esplosione nucleare che ha formato il campione di trinitite.